# Carlos Fabra Andrés
Carlos Fabra Andrés (Castelló de la Plana, 1912 - 1979) fou un polític i advocat castellonenc, fill de Luis Fabra Sanz i pare de Carlos Fabra Carreras. Es llicencià en dret per la Universitat de València i es graduà a la Universitat Central de Madrid el 1934. El 1932 va fundar la Joventut Catòlica a Castelló i milità a les joventuts de la Dreta Regional Agrària (equivalent a la Dreta Regional Valenciana). Durant la guerra civil espanyola es va allistar a l'exèrcit franquista com a alferes de Complement, dins el VII Regiment de Caçadors de Ceuta. Participà en la batalla de l'Ebre i després ascendí a tinent per mèrits de guerra. El 1939 fou nomenat delegat de la Confederación Nacional de Excombatientes.
Des del 1943 va ocupar càrrecs de direcció local i provincial dins el Movimiento Nacional, i del juny de 1948 al març de 1955 fou nomenat alcalde de Castelló de la Plana i procurador a Corts franquistes. Durant el seu mandat va intentar modernitzar urbanísticament la ciutat, va equipar algunes infraestructures i va municipalitzar el Castell de Peníscola, el Palau del Cardenal Ram de Morella, els Castells d'Alcalà de Xivert i Santa Magdalena de Polpís i la Torre del Rei d'Oropesa, alhora que exercí com a promotor del Camp de Golf Mediterráneo i de la urbanització La Coma. També va organitzar els actes del VI Centenari de la troballa de la Mare de Déu del Lledó. De 1955 a octubre de 1960 fou president de la Diputació Provincial, i de 1968 a 1972 fou degà del Col·legi Oficial d'Advocats de Castelló. També va ser conseller del Banc d'Espanya i assessor de la Caixa de Castelló.